# Aleksandar Nađfeji
Aleksandar Nađfeji (in serbo Александар Нађфеји?; Belgrado, 27 ottobre 1976) è un allenatore di pallacanestro ed ex cestista serbo con cittadinanza tedesca.
È il fratello maggiore di Stevan Nađfeji.

## Carriera
Con la Jugoslavia ha disputato i Giochi del Mediterraneo di Bari 1997.

## Palmarès

### Squadra
- Campionato tedesco: 2

Cologne 99ers: 2005-06
Alba Berlino: 2007-08
- Coppa di Germania: 2

Cologne 99ers: 2007
Alba Berlino: 2009
- Supercoppa tedesca: 2

Cologne 99ers: 2006
Alba Berlino: 2008

### Individuale
- Basketball-Bundesliga MVP finals: 1

Cologne 99ers: 2005-06